# Стелиян
Стелиян е относително рядко срещано мъжко име, най-често разпространено на териториите на България и Румъния. В обичайната му употреба, ударението пада върху последната сричка. Името има два възможни произхода.
Единият е етимологичен – от румъмнските думи steluţă, stea или от латинската и италианска дума stella, означаващи звезда. Срещана вариация на името със същото значение е Стелиан, изписвано в румънския му вариант като Stelian. Български еквивалент е името Звезделин.
Другият възможен произход е от промененото за благозвучност име на православния светец Св. Преп. Стилиян Пафлагонийски. Срещана вариация на името с това значение е Стилиян, Стилиан, Стилян.
Популярни умалителни форми, употребявани само в неформална среда и при по-близки отношения, които са изключение от правилото за звателен падеж, при който има оконачтелна наставка „-е“, са Стели, Стеле, Стельо, Стелко, Стелчо, Стелче. Наред с тях се употребява и звателното Стелияне. Хора с рождено име Стелиян, постоянно пребиваващи в англоговорещи държави, понякога за удобство променят името си на английското Stan, което в автентичната му употреба е производно на Stanley.
Според официалната транслитерация на българските букви с латински, името в документите за самоличност се изписва като Steliyan, но е възможно в официална комуникация да се срещне и като Stelian, без да променя начина си на произношение. Погрешен начин на изписване, срещан обичайно при неформална комуникация в интернет, е Steliqn.
Женският вариант на името обикновено има наставка „-а“ – Стелияна или Стелиана. Може също да се приеме, че тази форма представлява разширен вариант на женското име Стела.